# Tsukimi

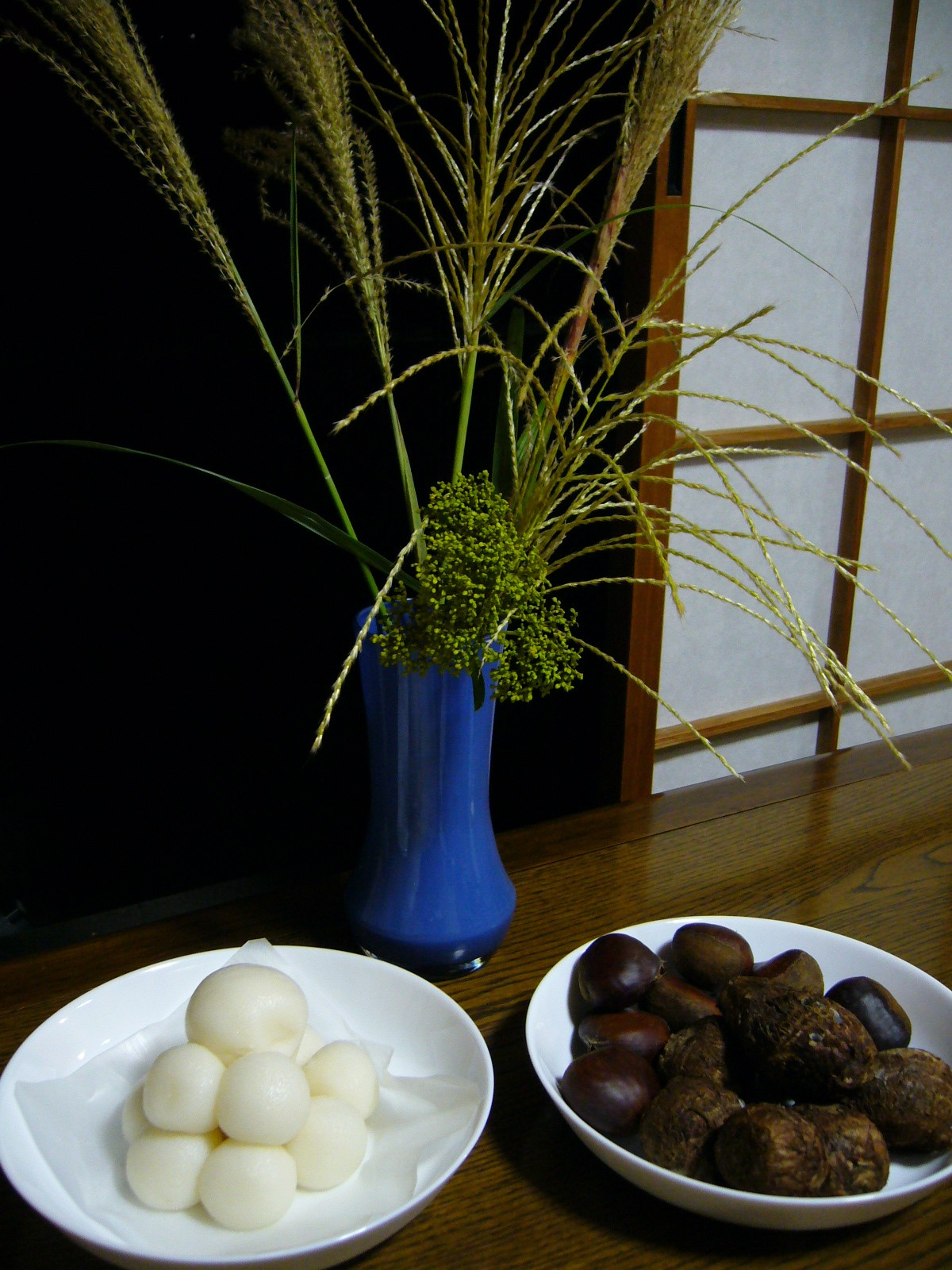
Opfergaben für den Erntemond: Tsukimi dango (links), Chinaschilf (Mitte) und Maronen (rechts)

Tsukimi (jap. 月見 tsuki-mi, dt. „Mondschau“), auch mit Honorativpräfix Otsukimi (お月見 o-tsukimi), oder auch Jūgoya (十五夜 jūgo-ya, „15. Nacht“), ist ein japanisches Fest zur Ehre des Herbstmondes als japanisches Äquivalent des chinesischen Mondfests. Die Feier des Vollmondes findet gewöhnlich am 15. Tag des achten Monats des traditionellen japanischen Kalenders statt; der zunehmende Mond wird am 13. Tag des neunten Monats gefeiert. Diese Tage fallen normalerweise in den September oder Oktober unseres heutigen Sonnenkalenders. Die Tradition geht auf die Heian-Zeit zurück und ist heute so populär in Japan, dass manche die zugehörigen Bräuche auch an den darauf folgenden Abenden ausüben.
Zu den Bräuchen des Tsukimi gehören das Aufstellen von Sträußen aus japanischem Pampasgras (susuki) und das Zubereiten und Essen von Reiskuchen, genannt Tsukimi dango, um die Schönheit des Mondes zu feiern. Auch saisonale Speisen werden als Opfergaben für den Mond dargeboten. Taro werden dem Vollmond geopfert, während Bohnen oder Maronen am folgenden Monat dem zunehmenden Mond geopfert werden. Die alternativen Namen des Festes Imomeigetsu (芋名月 imo-meigetsu, „Kartoffel-Erntemond“) und Mamemeigetsu (豆名月 mame-meigetsu, „Bohnen-Erntemond“) oder Kurimeigetsu (栗名月 kuri-meigetsu, „Maronen-Erntemond“) wurden von diesen Bräuchen abgeleitet.

## Geschichte
Tsukimi geht auf die japanische Tradition zurück Feste abzuhalten, um den Erntemond zu betrachten. Man nimmt an, dass der Brauch während der Heian-Zeit unter japanischen Adligen aufkam, die sich bei Vollmond versammelten, um Gedichte zu rezitieren. Dieser achte Monat des japanischen Sonnenkalenders (in etwa der September im gregorianischen Kalender) wurde immer wieder als die beste Zeit beschrieben, um den Mond zu betrachten, da die relative Position von Erde, Mond und Sonne den Mond besonders hell erscheinen lässt. Am Abend des Vollmondes ist es Tradition, sich an einem Ort zu versammeln, wo man den Mond klar sehen kann, die Szenerie mit Pampasgras zu dekorieren und Reiskuchen, genannt Tsukimi dango, sowie Taro, Edamame, Maronen und andere saisonale Speisen mit Sake als Opfergaben an den Mond zu servieren, um für eine reiche Ernte zu beten. Diese Speisen zusammen sind als Tsukimi-Essen (月見料理 tsukimi ryōri) bekannt. Aufgrund der allgemeinen Verwendung von Süßkartoffeln oder Taro ist dieses Fest in manchen Teilen Japans auch als Imomeigetsu oder Kartoffel-Erntemond bekannt. 
Feste, die dem Mond gewidmet sind, haben eine lange Geschichte in Japan. Während der Heian-Periode wurden Versatzstücke des chinesischen Mittherbstfestes in Japan eingeführt. Adlige hielten Mondschau-Feste auf Booten ab, um die Reflexion des Mondlichtes auf der Wasseroberfläche zu betrachten. Das Schreiben von Tanka-Gedichten gehörte ebenfalls zu den Bräuchen des Mittherbstfestes.
Es gibt spezielle Begriffe im Japanischen, um auszudrücken, dass der Mond am Abend des Mondfestes nicht sichtbar ist. Dazu gehören Mugetsu (無月 mu-getsu, „ohne Mond“) und Ugetsu (雨月 u-getsu, „Regen-Mond“). Doch selbst wenn der Mond nicht sichtbar ist, wird das Tsukimi gefeiert.

## Besondere Speisen
Es ist, wie schon erwähnt, Tradition Reiskuchen, Tsukimi Dango, und saisonale Speisen zu essen und als Opfergaben darzubringen. Es gibt aber noch einige weitere Gerichte, die mit Tsukimi in Verbindung gebracht werden. Gekochte Soba- oder Udon-Nudeln mit Nori und rohem Ei in Brühe z. B. sind als Tsukimi Soba oder Tsukimi Udon bekannt. In Kitakyūshū nennt man yaki udon, garniert mit einem Ei, Tenmado, ein anderer Name für Tsukimi im lokalen Dialekt. Auf ähnliche Weise wird Sushi, garniert mit einem rohen Wachtelei, als Tsukimi-Stil bezeichnet. 
In manchen japanischen Fastfood-Restaurants wird im September und Oktober ein spezielles Gericht mit Spiegelei-Sandwiches als sogenannter Tsukimi-Burger angeboten.